# Мирцушлаг
Мирцушлаг град је у Аустрији, смештен у средишњем делу државе. Значајан је град у покрајини Штајерској, као седиште истоименог округа Мирцушлаг.

## Природне одлике
Мирцушлаг се налази у средишњем делу Аустрије, 110 km југозападно од главног града Беча. Главни град покрајине Штајерске, Грац, налази се 90 km југоисточно од града.
Град Мирцушлаг се сместио у долини реке Мирц. Изнад града се издижу Алпи. Близу града се налзи чувени превој Земеринг. Надморска висина града је око 6670 m.

## Становништво
| 1971.  | 1981.  | 1991. | 2001. | 2011. |
| ------ | ------ | ----- | ----- | ----- |
| 11.587 | 10.751 | 9.990 | 9.569 | 8.745 |

Данас је Мирцушлаг град са око 8.800 становника. Последњих деценија број становника града се смањује.